# Projection Eckert I
La projection cartographique Eckert I a été créée par le géographe allemand Max Eckert-Greifendorff en 1906. Cette projection est peu utilisée, contrairement à Eckert IV et Eckert VI (en).
C'est une projection pseudo-cylindrique. Les pôles sont représentés par des lignes dont la longueur est la moitié de celle de l'équateur. La distorsion à l'équateur est importante et les parallèles sont symétriques.

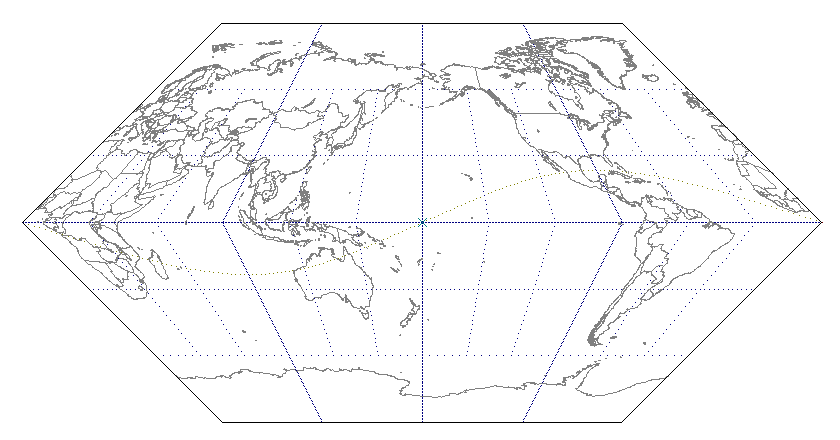
Exemple de projection Eckert I